# Jeunesses nordiques (1933-1950)
Pour les articles homonymes, voir Jeunesses Nordiques.
Les Jeunesses Nordiques (Suédois : Nordisk ungdom), initialement Nationalsocialistisk (Jeunes travailleurs national-socialistes) est le mouvement de jeunesse du parti nazi suédois Parti national-socialiste des travailleurs (NSAP), fondé en 1933. Il disparaît vers 1950.

## Histoire
Le mouvement des Jeunesses Nordiques est fondé en 1933. Il est initialement dirigé par Gösta Björkman, Gösta Persson, puis Arne Clementsson de 1934 à 1939. En 1933-34, l'organisation compte cinq mille membres officiels et sept mille autres qui en font partie secrètement.
Après un attentat contre l'association étudiante socialiste anti-fasciste Clarté (en) à Malmö, les Jeunesses Nordiques changent de nom en 1939 pour se faire appeler Mouvement des jeunes Wasa, avant de reprendre leur ancien nom en 1941. Leur organe de presse officiel est Stormfacklan (suédois : La flamme de la tempête), renommé Ungt Folk (suédois: Jeune peuple) à partir de 1939. Leur leader est Arne Clementsson, avant qu'il ne soit exclu en 1939 rétrospectivement pour l'attentat contre Clarté. C'est ensuite Sven Olov Lindholm, chef du NSAP et donc désormais de sa branche jeune, qui en prend la direction. 
La Suède reste neutre pendant la Seconde Guerre mondiale, et les partis et organisations fascistes ont pu s'y développer librement, avant, pendant et après le conflit. 